# Agnes Moorehead
Pour les articles homonymes, voir Robertson.
Cet article possède un paronyme, voir Morehead.
Agnes Moorehead, de son nom complet Agnes Robertson Moorehead, est une actrice américaine, née le 6 décembre 1900 à Clinton, Massachusetts, et morte le 30 avril 1974 à Rochester, Minnesota.
Lancée par Orson Welles et le Mercury Theater, actrice confirmée aussi bien à la scène qu'à l'écran, elle est surtout connue du grand public pour son interprétation d'Endora, la mère acariâtre de Samantha Stephens dans la série télévisée américaine Ma sorcière bien-aimée (Bewitched). Elle était surnommée « The Lavender Lady » à cause de son goût pour la couleur violette.

## Biographie
Fille d'un pasteur presbytérien d'origine irlandaise, Agnes Moorehead s'intéresse très tôt au théâtre.

### Études
Elle prépare un baccalauréat universitaire spécialisé en biologie, qu'elle obtient en 1923 à l'université Muskingum de New Concord (Ohio), tout en participant aux productions théâtrales de l'institution.
Après l'obtention d'un doctorat en littérature dans la même institution en 1927, elle enseigne pendant cinq ans dans une école privée du Wisconsin. En parallèle, elle s'inscrit à l'université du Wisconsin (aujourd'hui l'Université du Wisconsin à Madison) où elle obtient un diplôme de maîtrise en anglais et en art oratoire. Elle décide alors d'entreprendre des études en théâtre à la American Academy of Dramatic Arts dont elle sort diplômée, avec mention, en 1929.
Ses premiers pas dans le métier de comédienne sont difficiles. Elle décroche de petits rôles sur les planches ou à la radio, mais les périodes de disette sont néanmoins fréquentes et elle passe parfois quelques jours sans manger. Elle fait ses premières apparitions à Broadway tout en suivant les cours de l'American Academy of Dramatic Arts à New York. Elle rencontre l'actrice Helen Hayes qui l'encourage à auditionner pour des rôles au cinéma, mais sans succès.

### Orson Welles
Tout change en 1937, lorsqu'elle participe à la création du Mercury Theatre (en) d'Orson Welles qui produit des pièces pour le théâtre, mais aussi des émissions dramatiques radiodiffusées : The Mercury Theatre on the Air. Moorehead devient un des piliers de la troupe avec Joseph Cotten. La collaboration avec Orson Welles ne se limitera pas à cette seule expérience et se poursuit au cinéma où elle interprète les rôles de la mère de Kane dans Citizen Kane (1941) et de Fanny Minafer dans La Splendeur des Amberson (The Magnificent Ambersons, 1942) — ce dernier rôle lui valant la première de ses quatre nominations aux Oscars, toutes dans la catégorie Meilleure actrice dans un second rôle. Sa prolifique carrière au cinéma s'étend sur quatre décennies et plus de soixante films.

### Ma sorcière bien aimée
En 1964-1965, à l'heure d'une dernière nomination aux Oscars pour son rôle dans Chut... chut, chère Charlotte (Hush...Hush, Sweet Charlotte, 1964) de Robert Aldrich, elle entame la première des huit saisons de la populaire série télévisée Ma sorcière bien-aimée (Bewitched), où elle apparaît dans 147 des 254 épisodes. Par la suite, elle tournera pour l'essentiel à la télévision.
Morte le 30 avril 1974 d'un cancer de l'utérus, elle est inhumée au Dayton Memorial Park dans la ville de Dayton.

## Filmographie partielle

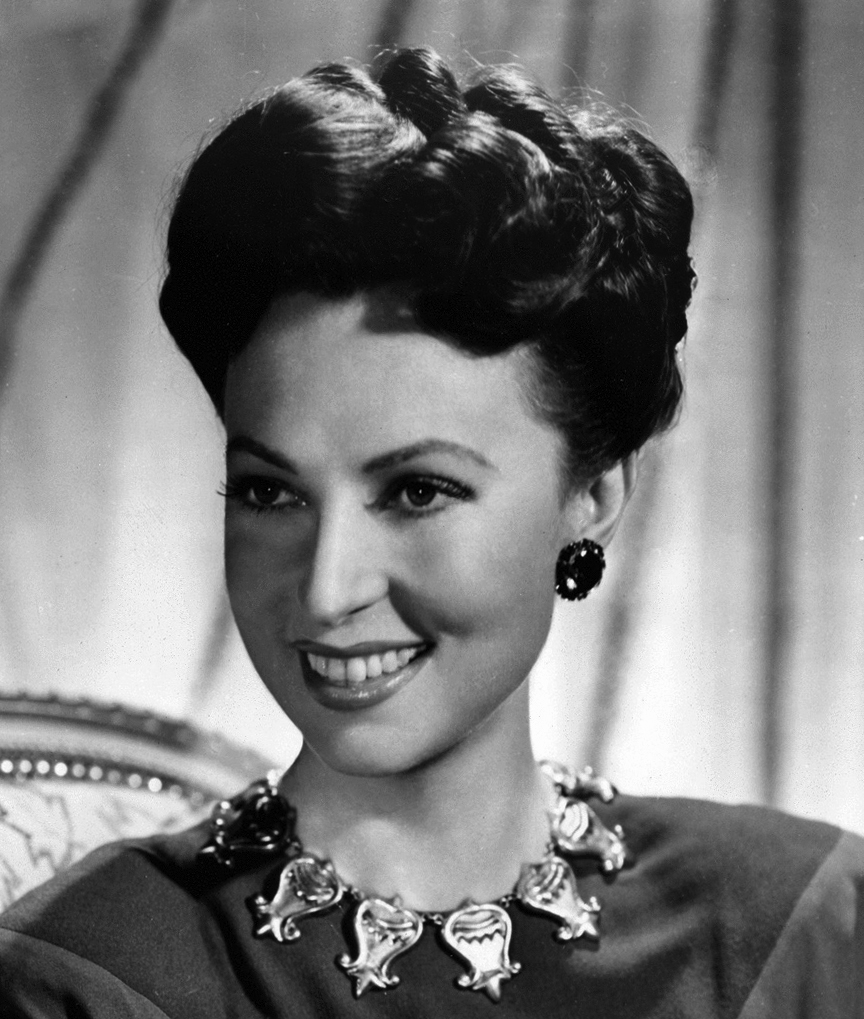
Agnes Moorehead en 1951.

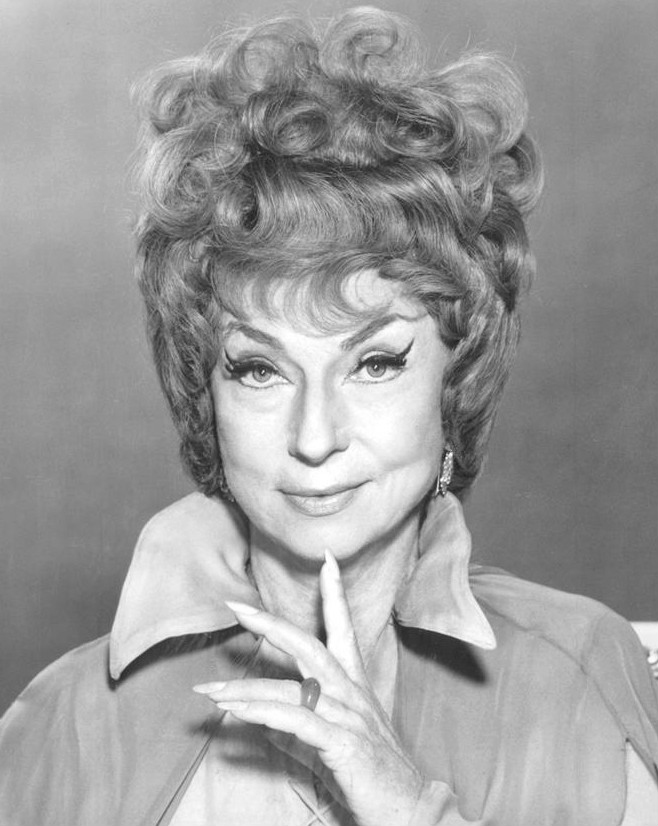
Agnes Moorehead dans le rôle d'Endora
(Ma sorcière bien-aimée)

### Cinéma
- 1941 : Citizen Kane d'Orson Welles : La mère de Kane
- 1942 : La Splendeur des Amberson (The Magnificent Ambersons) d'Orson Welles : Fanny Minafer
- 1942 : La Poupée brisée (The Big Street) d'Irving Reis : Violette Shumberg
- 1942 : Voyage au pays de la peur (Journey Into Fear) de Norman Foster : Madame Mathews
- 1943 : L'Exubérante Smoky (Government Girl) de Dudley Nichols : Adele - Mme Delancey Wright
- 1943 : Chasseuses d'autographes (The Youngest Profession) d'Edward Buzzell : Miss Featherstone
- 1943 : Jane Eyre (Jane Eyre), de Robert Stevenson : Mme Reed
- 1944 : Depuis ton départ (Since You Went Away) de John Cromwell : Mme Emily Hawkins
- 1944 : Les Fils du dragon (Dragon Seed) de Jack Conway et Harold S. Bucquet : Third Cousin's Wife
- 1944 : La Septième Croix (The Seventh Cross) de Fred Zinnemann : Mme Marelli
- 1944 : Madame Parkington (Mrs. Parkington) de Tay Garnett : Baronne Aspasia Conti
- 1944 : Les Hommes de demain (Tomorrow, the World !) de Leslie Fenton : Aunt Jessie Frame
- 1945 : L'amour s'en va-t-en guerre (Keep Your Powder Dry) d'Edward Buzzell : Lt. Col. Spottiswoode
- 1945 : La Princesse et le Groom (Her Highness and the Bellboy) de Richard Thorpe : Comtesse Zoe
- 1945 : Our Vines Have Tender Grapes de Roy Rowland : Bruna Jacobson
- 1947 : Les Passagers de la nuit (Dark Passage) de Delmer Daves : Madge Rapf
- 1947 : Moments perdus (The Lost Moment) de Martin Gabel : Juliana Borderau
- 1948 : Johnny Belinda de Jean Negulesco : Aggie McDonald
- 1948 : La Cité de la peur (Station West) de Sidney Lanfield : Madame Mary Caslon, propriétaire de la mine d'or
- 1948 : Belle Jeunesse (Summer Holiday) de Rouben Mamoulian : Cousin Lily
- 1948 : La Femme en blanc (The Woman in White) de Peter Godfrey : Countess Fosco
- 1949 : Passion fatale (The Great Sinner) de Robert Siodmak : Emma Getzel
- 1949 : Un homme change son destin (The Stratton Story) de Sam Wood : Ma Stratton
- 1949 : Crépuscule d'Irving Pichel : Katherine Williams
- 1950 : Femmes en cage (Caged) de John Cromwell : Ruth Benton
- 1950 : Black Jack de Julien Duvivier, José Antonio Nieves Conde : Emily Birk
- 1951 : 14 Heures (Fourteen hours) d'Henry Hathaway : Christine Hill Cosick
- 1951 : La Taverne de la Nouvelle-Orléans (The Adventures of Captain Fabian) de William Marshall : Tante Jezebel
- 1951 : La Femme au voile bleu (The Blue Veil) de Curtis Bernhardt : Mrs Palfey
- 1951 : Show Boat de George Sidney : Parthy Hawks
- 1952 : The Blazing Forest d'Edward Ludwig : Jessie Crain
- 1953 : Histoire de trois amours (The Story of three loves) de Vincente Minnelli, Gottfried Reinhardt : Aunt Lydia (dans le segment "The Jealous Lover")
- 1953 : Vicky (Scandal at Scourie) de Jean Negulesco : Sister Josephine
- 1953 : Main Street to Broadway de Tay Garnett : Mildred Waterbury
- 1953 : Those Redheads from Seattle de Lewis R. Foster : Mrs. Edmonds
- 1953 : The Revlon Mirror Theater de Felix E. Feist : Martha Adams
- 1954 : Le Secret magnifique (Magnificent Obsession) de Douglas Sirk : Nancy Ashford, amie d'Helen
- 1955 : La Main gauche du Seigneur (The Left Hand of God) d'Edward Dmytryk : Beryl Sigman
- 1955 : Tant que soufflera la tempête (Untamed) de Henry King : Aggie
- 1955 : Tout ce que le ciel permet (All that Heaven Allows) de Douglas Sirk : Sara Warren
- 1956 : Meet Me in Las Vegas de Roy Rowland : Miss Hattie
- 1956 : Le Trouillard du Far West (Pardners) de Norman Taurog : Mrs. Matilda Kingsley
- 1956 : Le Cygne (The Swan) de Charles Vidor : La reine Maria Dominika
- 1956 : Bungalow pour femmes (The Revolt of Mamie Stover) de Raoul Walsh : Bertha Parchman
- 1956 : Le Conquérant (The Conqueror) de Dick Powell : Hunlun
- 1956 : Le Sexe opposé (The Opposite Sex) de David Miller : Comtesse Lavalière
- 1957 : Jesse James, le brigand bien-aimé (The True story of Jesse James) de Nicholas Ray : Mrs. Samuel
- 1957 : L'Arbre de vie (Raintree County) d'Edward Dmytryk : Ellen Shawnessy
- 1957 : Un seul amour (Jeanne Eagels) de George Sidney : Nellie Neilson
- 1957 : L'Histoire de l'humanité (The Story of Mankind) d'Irwin Allen : Queen Elizabeth I
- 1958 : La Tempête (La Tempesta) d'Alberto Lattuada : Vassilissa Mironova
- 1959 : Night of the Quarter Moon de Hugo Haas : Cornelia Nelson
- 1959 : Le Masque (The Bat), de Crane Wilbur : Cornelia van Gorder
- 1960 : Pollyanna de David Swift : Mrs. Snow
- 1961 : Twenty Plus Two de Joseph M. Newman : Mme Eleanor Delaney
- 1961 : L'Américaine et l'Amour (Bachelor in Paradise) de Jack Arnold : Juge Peterson
- 1962 : La Sage-femme, le Curé et le Bon Dieu (Jessica) d'Oreste Palella (it) et Jean Negulesco : Maria Lombardo
- 1962 : La Conquête de l'Ouest (How the West Was Won) de John Ford, Henry Hathaway : Rebecca Prescott
- 1963 : Un chef de rayon explosif (Who's Minding the Store ?) de Frank Tashlin : Phoebe Tuttle
- 1964 : Chut... chut, chère Charlotte (Hush... Hush, Sweet Charlotte) de Robert Aldrich : Velma Cruther
- 1966 : Dominique (The Singing Nun) de Henry Koster : Sœur Cluny
- 1966 : Alice Through the Looking Glass de Alan Handley : The Red Queen
- 1969 : The Ballad of Andy Crocker de George McCowan : Lisa's mother
- 1971 : What's the Matter with Helen? de Curtis Harrington : Sister Alma
- 1971 : Suddenly Single de Jud Taylor : Marlene
- 1971 : Marriage: Year One de William A. Graham : Grandma Duden
- 1971 : The Strange Monster of Strawberry Cove de Jack Shea : Mrs. Pringle
- 1972 : Rolling Man de Peter Hyams : Grandmother
- 1972 : Night of Terror de Jeannot Szwarc : Bronsky
- 1972 : Dear Dead Delilah de John Farris : Delilah Charles
- 1973 : Le Petit Monde de Charlotte (Charlotte's Web) de Charles A. Nichols et Iwao Takamoto : The Goose (voice)

### Télévision
- 1956 - 1957 : Climax! (TV series) : Irene
- 1958 : Playhouse 90 (TV series) : Rose Ganun
- 1958 : Suspicion (TV series) : Katherine Searles
- 1959 : The Rebel (TV series) : Mrs. Martha Lassiter
- 1961 : My Sister Eileen (TV series) : Aunt Harriet
- 1961 : La Quatrième Dimension (The Twilight Zone), (série) - saison 2, épisode 15, Les Envahisseurs (The Invaders), de Douglas Heyes : La vieille femme
- 1963 - 1965 : L'Homme à la Rolls (Burke's Law) (TV series) : Divers rôles : Dona Ynez Ortega y Esteban / Liz Haggerty / Pauline Moss
- 1964 - 1972 : Ma sorcière bien-aimée (Bewitched), de William Asher, série télévisée de ABC (1964-1972) - Moorehead est présente dans 218 des 254 épisodes : Endora
- 1967 : Les Mystères de l'Ouest (The Wild Wild West), (série) - Saison 2 épisode 20, La Nuit de la mariée (The Night of the Vicious Valentine), de Irving J. Moore : Emma Valentine
- 1969 : Une fille à marier (A Person Unknown), épisode 9, saison 2 de la série télévisée Ranch L (Lancer, 1968-1970), réalisé par William Hale, scénario par Andy White, production de Twentieth Century Fox Télévision/CBS télévision : Mrs. Normile
- 1970 : Le Virginien saison 9 épisode 06 (Gun quest) : Myra Greencastle
- 1973 : Frankenstein: The True Story, téléfilm réalisé par Jack Smight : Mrs. Blair
- 1974 : Rex Harrison Presents Stories of Love (TV Special) : Hercule's Wife

## Distinctions

### Récompenses
- 8e cérémonie des New York Film Critics Circle Awards : Meilleure actrice de l'année dans le drame romantique pour La Splendeur des Amberson (1942).
- 1944 : Golden Globe de la meilleure actrice dans un second rôle dans Madame Parkington (Mrs. Parkington) de Tay Garnett
- 1965 : Golden Globe pour la meilleure actrice dans un second rôle dans Chut... Chut, chère Charlotte de Robert Aldrich
- Primetime Emmy Awards 1967 : Meilleure actrice dans un second rôle dans une série télévisée dramatique pour Les Mystères de l'Ouest (The Wild Wild West) (1966) (Pour l'épisode intitulé La Nuit de la mariée (The Night of the Vicious Valentine).

### Nominations
- 15e cérémonie des Oscars 1943 : Meilleure actrice dans un second rôle dans le drame romantique La Splendeur des Amberson (The Magnificent Ambersons) (1941)
- 17e cérémonie des Oscars 1945 : Meilleure actrice dans un second rôle dans le drame romantique Madame Parkington (Mrs. Parkington) (1943)
- 21e cérémonie des Oscars 1949 : Meilleure actrice dans un second rôle dans le mélodrame Johnny Belinda (1948)
- 37e cérémonie des Oscars 1965 : Meilleure actrice dans un second rôle dans le film policier Chut... chut, chère Charlotte (Hush... Hush, Sweet Charlotte) (1964)
- Primetime Emmy Awards 1966 : Meilleure actrice dans un second rôle dans une série télévisée dramatique pour Ma sorcière bien-aimée (Bewitched) (1964-1972)
- Primetime Emmy Awards 1967 : Meilleure actrice dans un second rôle dans une série télévisée dramatique pour Ma sorcière bien-aimée (Bewitched) (1964-1972)
- Primetime Emmy Awards 1968 : Meilleure actrice dans un second rôle dans une série télévisée dramatique pour Ma sorcière bien-aimée (Bewitched) (1964-1972)
- Primetime Emmy Awards 1969 : Meilleure actrice dans un second rôle dans une série télévisée dramatique pour Ma sorcière bien-aimée (Bewitched) (1964-1972)
- Primetime Emmy Awards 1970 : Meilleure actrice dans un second rôle dans une série télévisée dramatique pour Ma sorcière bien-aimée (Bewitched) (1964-1972)
- Primetime Emmy Awards 1971 : Meilleure actrice dans un second rôle dans une série télévisée dramatique pour Ma sorcière bien-aimée (Bewitched) (1964-1972)